# Eriogonum subreniforme
Eriogonum subreniforme är en slideväxtart som beskrevs av S. Wats.. Eriogonum subreniforme ingår i släktet Eriogonum och familjen slideväxter. Inga underarter finns listade i Catalogue of Life.